# Дворфі-Стейн

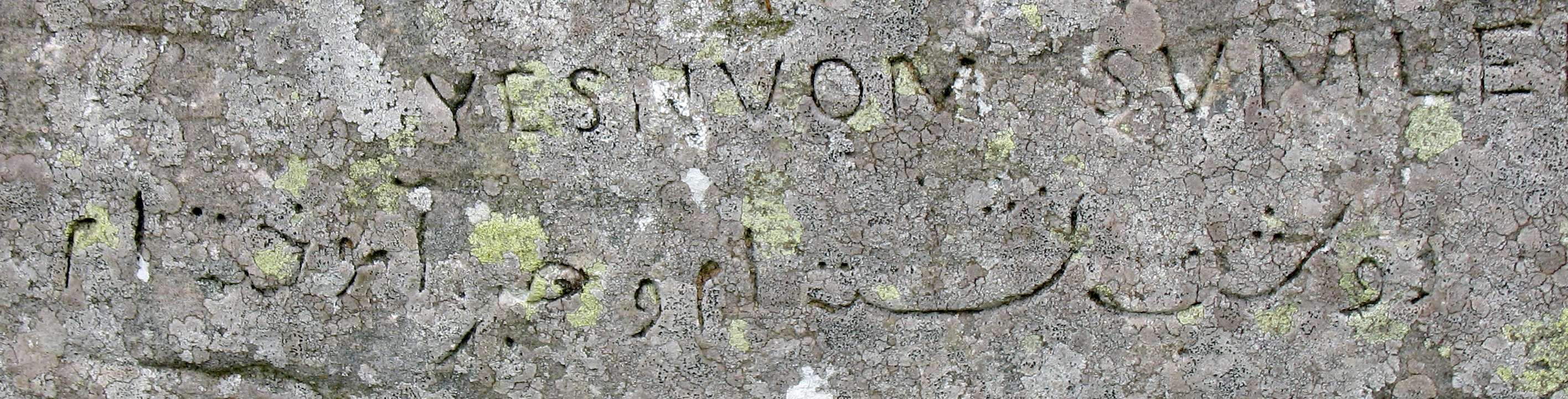
Арабський напис XIX століття

Дво́рфі-Стейн (англ. Dwarfie Stane — букв. «Камінь карлика» на шотландському діалекті англійської мови) — мегалітичний могильник межі 2-3 тисячоліття до н. е., висічений з велетенського цільного блоку червоного вапняку. Розташований у льодовикової долині на острові Хой у Шотландії.
Спочатку кам'яна плита блокувала вхід до могили із західного боку, проте нині вона лежить на землі перед могильником. Могильник складається із вхідного коридору з камерами, розташованими в північній і південній стінах.
Пам'ятка унікальна для північної Європи, проте має аналоги серед могил неоліту чи бронзової доби в Середземномор'ї.
Розміри каменя: довжина 8,5 метра, ширина 4,5 метра, висота 1,5 метра (розміри можуть змінюватись із точністю до півметра в залежності від точки виміру). Вхід являє собою квадрат стороною трохи менше метра, вирізаний у західній стіні каменю.